# Hávarðar saga Ísfirðings
La saga de Hávarður de l'Ísafjörður (islandais: Hávarðar saga Ísfirðings) est l'une des sagas des Islandais.

## Argument
Cette saga traduite en français par Régis Boyer sous le nom saga de Hávardr de l'Ísafjördr   raconte l'histoire de Hávardr qui a été un grand Viking dans sa jeunesse, a été blessé en Écosse et depuis marche en boitant. Hávardr a un désaccord avec son voisin Thorbjørn et dans l'altercation, le fils de Hávardr est tué. Ce dernier cherche à le venger et avec un groupe d'hommes tente de faire face à Thorbjørn. 
Au lieu de l'affronter, Thorbjørn s'enfuit dans la mer et nage au loin, mais Hávardr lui donne la chasse. Thorbjørn atteint une petite île ou formation rocheuse et ramasse un gros rocher pour le lancer sur son poursuivant qui grimpe derrière lui. Hávardr se souvient alors d'une foi nouvelle dont il a entendu parler lorsqu'il était jeune à l'étranger et fait le serment d'adopter cette foi s'il parvient à survivre. Thorbjørn tombe alors de lui-même de la roche glissante et Hárvadr le tue facilement.

## Source
- (en) Cet article est partiellement ou en totalité issu de l’article de Wikipédia en anglais intitulé « The saga of Hávarður of Ísafjörður » (voir la liste des auteurs).